# Michelle Plouffe
Pour les articles homonymes, voir Plouffe.
Michelle Plouffe, née le 15 septembre 1992 à Edmonton, en Alberta, au Canada, est une joueuse canadienne de basket-ball. Elle évolue au poste d'ailière.

## Biographie
Formée aux Utes de l'Utah, cette ailière forte de grande taille a disputé 133 matchs pour 15,8 points (40,3 % aux tirs dont 31,4% à trois points), 8,8 rebonds et 1,9 passe décisive de moyenne sur quatre ans. Pour son année senior, elle aligne des statistiques de 18,4 points et 10,6 rebonds par match.
Sa sœur jumelle Katherine Plouffe a joué en NCAA aux Golden Eagles de Marquette, et leur sœur aînée Andrea à Washington. Les jumelles joué ensemble au lycée (Katherine en meneuse et Michelle comme arrière). Elles se retrouvent sous le maillot du Canada pour les Jeux de Rio, Katherine au pivot et Michelle plutôt sur l'aile. Katherine explique leur choix de ne pas jouer ensemble en NCAA : « C'était bien d'aller chacune de notre côté et de développer différemment notre jeu. C"était un plaisir de la voir devenir une joueuse si polyvalente. Nous sommes encore très proches et choisir des universités différentes y a aidé. Quand on est toujours ensemble, on ne peut pas développer sa propre identité. Ce n'était pas notre choix : cela a été bon pour grandir et pour développer notre jeu aussi. »
Elle est draftée en 2014 par le Storm de Seattle en dix-neuvième position, mais elle n'est pas conservée dans l'effectif final.
Pour la saison saison 2014-2015, elle signe au club français d'Arras Pays d'Artois Basket Féminin. Au terme d'une saison réussie (12,9 points et 8,4 rebonds), elle signe fin mai pour un autre club français, Mondeville pour la saison suivante.
En 2016-2017, ses statistiques à Mondeville sont de 13,7 points, 6,7 rebonds et 0,6 contre pour 15,3 d'évaluation de moyenne sur 27 matchs disputés de LFB. Après la défection de sa compatriote Lizanne Murphy, elle est engagée par Tarbes pour la saison LFB 2017-2018.

## Équipe nationale
À l'âge de 19 ans, elle participe aux Jeux olympiques avec la sélection canadienne, qui atteint les quarts de finale.
Le Canada dispute et remporte les Jeux panaméricains de 2015 organisés à Toronto avec 5 victoires pour aucun revers, puis remporte également l'or au Championnat des Amériques en août 2015 en disposant de Cuba en finale, ce qui qualifie directement l'équipe pour les Jeux olympiques de Rio.

## Palmarès
- 1re du championnat des Amériques 2015[10]
- 1re des Jeux panaméricains de 2015[9]
- Championne de Division A1 avec l'Olympiakos[11]

## Distinctions personnelles
- Cinq Majeur LFB : saison 2017-2018[12]